# Famille Vendramin
 (juillet 2024).
La famille Vendramin est une famille patricienne de Venise, originaire d'Esclavonie.

## Historique
Elle s'exerçait dans le négoce des poissons salés à Venise. Elle eut dès le XIIIe siècle des dignitaires importants et Andrea Vendramin s'étant rendu utile pendant la guerre de Gênes, fut agrégé au corps de la noblesse pour lui et sa postérité en 1381. 
- Andrea Vendramino fut élu Doge de Venise en 1476.
- Francesco Vendramin fut sénateur, ambassadeur, patriarche de Venise, puis créé cardinal par Paul V.

Cette famille a eu d'autres procurateurs de Saint-Marc et elle est fondatrice d'un théâtre, le Teatro Vendramin.

## Armes

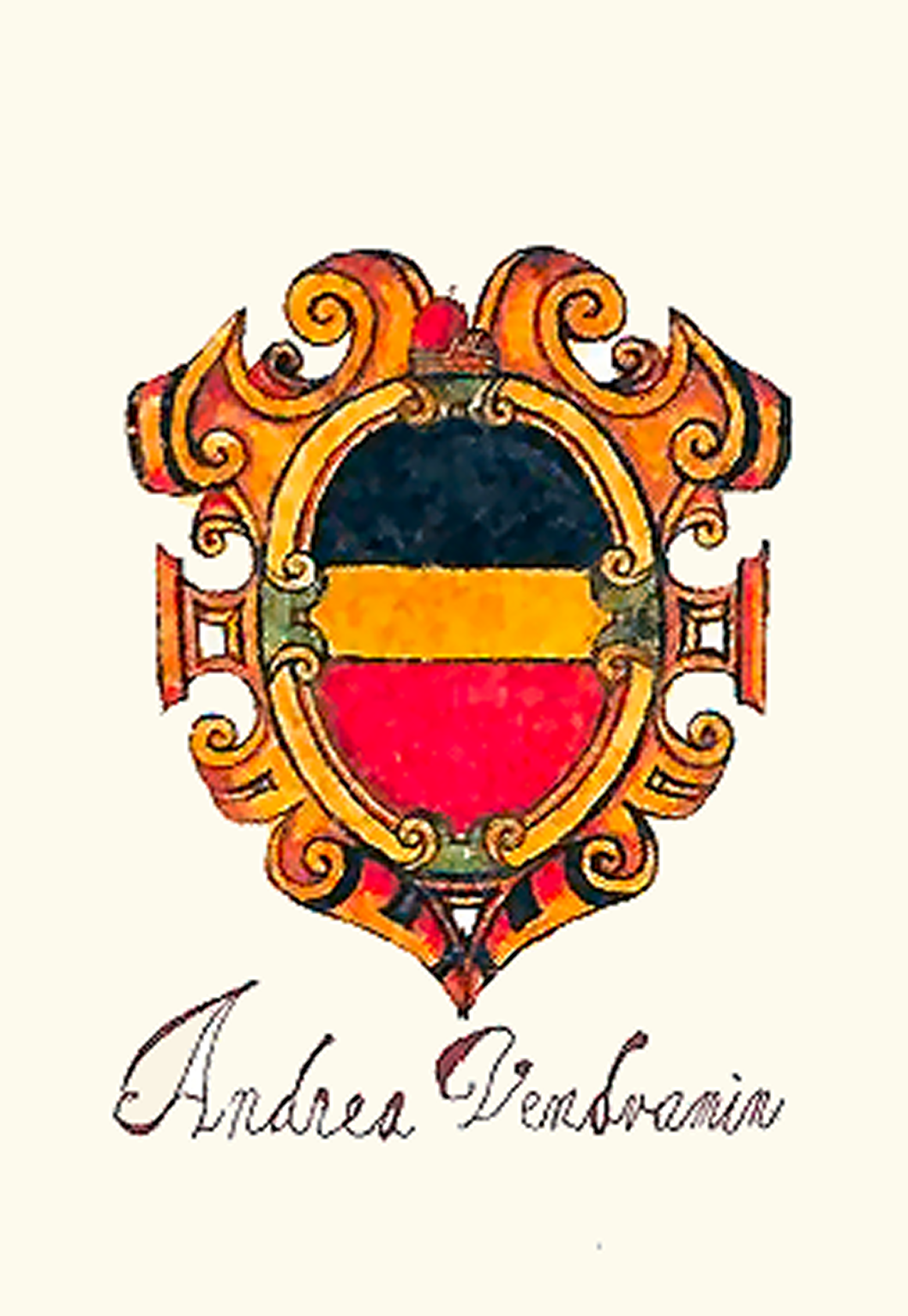
Armes des Vendramin.

Les armes de la famille se blasonnent ainsi : tiercé en face d'azur, d'or et de gueules.

## Demeures
- Ca' Vendramin Calergi
- Ca'Vedramin
- Palais Vendramin dei Carmini